# Jahandar Shah
Jahāndār Shāh (Deccan, 9 maggio 1661 – Delhi, 11 febbraio 1713) fu Gran Mogol dal 1712 al 1713.

## Biografia
Alla morte del padre Bahādur Shāh I, Jahāndār Shāh e suo fratello ʿAẓīm al-Shān (in urdu عظیم الشان‎?) governatore del Bengala, si autoproclamarono entrambi Imperatori Moghul e intrapresero una lotta dinastica come era uso nella dinastia Moghul, che non si fondava sul diritto ereditario. Nello stesso anno Jahāndār assalì suo fratello a Lahore e lo fece uccidere mentre fuggiva sul suo elefante. Jahāndār Shāh riuscì quindi a salire sul trono sul quale però rimase soltanto per pochi mesi. Il nuovo Imperatore Moghul aveva uno stile di vita frivolo e la sua corte era un continuo susseguirsi di festini e balli.
Nel 1713 suo nipote Farrukh Siyar, secondogenito di ʿAẓīm al-Shān, si autoproclamò a sua volta Imperatore Moghul, e strinse alleanza con dei cospiratori della Fratellanza Sayyid, avanzando con il suo esercito in una località chiamata Khājwah dove si era barricato uno dei figli di Jahāndār Shāh, di nome ʿAzīz al-Dīn. Costui non diede prova di essere un guerriero e di fronte alla minaccia di un assedio fuggì prontamente verso Agra dove si trovava anche suo padre. Il 10 gennaio 1713 dopo un'aspra battaglia che volse subito a suo favore, Farrukh Siyar sconfisse il signore Moghul e suo figlio, succedendogli così al trono come imperatore dell'Impero Moghul, ormai in piena decadenza.
Durante il suo breve regno, Jahāndār Shāh aveva manifestato un enorme talento per il commercio, ed intraprese personalmente a tal fine la circumnavigazione dell'Oceano Indiano. Lasciò tre figli, tra i quali il futuro Gran Mogol ʿĀlamgīr II.